# Sacha Kolin
Sacha Kolin, née le 9 mai 1911 à Paris et morte le 14 février 1981 à New York, est une artiste peintre française. Elle a vécu en Autriche et dans d'autres pays pendant plusieurs années avant de s'installer aux États-Unis.

## Biographie
Sacha Kolin naît à Paris de parents juifs ukrainiens, Julius et Malwina Kolin. Elle passe une partie de son enfance en Argentine et en Hongrie avant que ses parents ne s'installent à Vienne. 
Kolin suit une formation à l'École des arts et métiers de Vienne et à l'Académie des beaux-arts avant de s'installer à Paris en 1933 pour étudier avec Naoum Lvovich Aronson. Elle expose au Salon de Paris de 1934 à 1936.
Dans les années 1970, Kolin participe activement aux donations de tiers aux musées, encouragées par la loi sur la réforme fiscale de 1969. Elle persuadait un conservateur de musée de fournir une lettre indiquant que le musée souhaitait ajouter ses œuvres d'art à sa collection. Puis, elle proposait un tableau à un riche collectionneur à un prix réduit. Le collectionneur faisait alors don du tableau au musée et bénéficiait d'une déduction fiscale correspondant à la valeur marchande du tableau. Après la mort de Kolin, plusieurs artistes et collectionneurs ont été poursuivis pour cette escroquerie.
Kolin avait des goûts de luxe en matière de nourriture et de mode et, à la fin de sa vie, lorsque ses œuvres d'art ne se vendaient pas régulièrement, elle s'endettait, empruntant de l'argent pour nourrir ses habitudes coûteuses, ou échangeant des œuvres d'art contre des marchandises. Elle produisait et distribuait tellement d'œuvres d'art de cette manière que la valeur de son travail chuta. Avec les propriétaires de ses grands appartements successifs, Kolin échangea des œuvres d'art contre le paiement des loyers et, avec ses deux gros chiens, transforma au moins un logement en un désordre sordide.
Kolin fut une amie de longue date de l'artiste Ray Johnson et un des premiers membres de son école de correspondance de New York.
Les œuvres de Kolin ont été exposées à l'Exposition universelle de New York, au Brooklyn Museum, au Musée des Beaux-Arts de Boston et au Whitney Museum of American Art, entre autres, et ses œuvres figurent dans les collections du Smithsonian American Art Museum et du Cooper-Hewitt National Design Museum, entre autres. 
Elle a réalisé des peintures abstraites et des sculptures minimalistes d'inspiration aéronautique.